# Nidovirales
Nidovirales è un ordine di virus a RNA a singolo filamento positivo costituito nel 1996 per includere le famiglie di virus Arteriviridae, Coronaviridae Roniviridae e Tobaniviridae (la famiglia dei torovirus), classificate insieme in base a considerazioni di tipo filogenetico stabilite sulla base della loro organizzazione genomica policistronico-simile, veicolante cioè l'informazione per più geni e l'uso di comuni strategie trascrizionali e post-traduzionali. In seguito sono state aggiunte nuove famiglie.

## Tassonomia
L'ordine Nidovirales è suddiviso in otto sottordini che comprendono in tutto 14 famiglie:
- Sottordine Abnidovirineae
  - Famiglia Abyssoviridae
- Sottordine Arnidovirineae
  - Famiglia Arteriviridae
  - Famiglia Cremegaviridae
  - Famiglia Gresnaviridae
  - Famiglia Olifoviridae
- Sottordine Cornidovirineae
  - Famiglia Coronaviridae
- Sottordine Mesnidovirineae
  - Famiglia Medioniviridae
  - Famiglia Mesoniviridae
- Sottordine Monidovirineae
  - Famiglia Monidovirideae
- Sottordine Nanidovirineae
  - Famiglia Nanghoshaviridae
  - Famiglia Nanhypoviridae
- Sottordine Ronidovirineae
  - Famiglia Euroniviridae
  - Famiglia Roniviridae
- Sottordine Tornidovirineae
  - Famiglia Tobaniviridae